# Pipers Hole River
Der Pipers Hole River ist ein ca. 54 km langer Fluss im zentralen Osten der zur kanadischen Provinz Neufundland und Labrador gehörenden Insel Neufundland.

## Flusslauf
Der Pipers Hole River entspringt in einem Seengebiet östlich des Meta Pond auf einer Höhe von 200 m. Von dort fließt er mehr als 20 km in östlicher Richtung zum Whitehead Pond. Der Oberlauf weist zahlreiche Flussverbreiterungen auf. Bis etwa 2 km oberhalb des Whitehead Pond befindet sich der Flusslauf innerhalb der Bay du Nord Wilderness Reserve. Unterhalb des Whitehead Pond, bei Flusskilometer 24, mündet ein linker Nebenfluss, der ein Seengebiet bestehend aus Norsemans Pond, Island Pond West und Middle Pond entwässert, in den Pipers Hole River. Dieser wendet sich auf seinen letzten Kilometern nach Südosten. Er mündet schließlich in eine 10 km tiefe schmale Bucht am Kopfende der Placentia Bay. Die Route 210, die vom Trans-Canada Highway zur Burin-Halbinsel führt, überquert den Pipers Hole River einen Kilometer oberhalb dessen Mündung. Oberhalb der Route-210-Brücke befand sich am Flusslauf bis zu dessen Auflösung im Jahr 1995 der Pipers Hole River Provincial Park.

## Hydrologie
Der Pipers Hole River entwässert ein Areal von etwa 807 km². Der mittlere Abfluss 4 km oberhalb der Mündung beträgt 25,3 m³/s. Die höchsten monatlichen Abflüsse treten am Pegel gewöhnlich im April mit im Mittel 51,6 m³/s auf.

## Flussfauna
Der Lachsbestand im Flusssystem des Pipers Hole River gilt als „bedroht“.